# The Mrs. Carter Show World Tour
Die Mrs. Carter Show World Tour war die fünfte Welttournee der Sängerin Beyoncé. Die Tour promotet ihre Studio-Alben 4 und Beyoncé. Beyoncé eröffnete die Tournee am 15. April 2013 in Belgrad, Serbien und beendete sie am 27. März 2014 in Lissabon, Portugal.

## Hintergrund
Die Tournee wurde nach Knowles Auftritt in der Halbzeitshow des Super Bowl XLVII angekündigt. Der Name der Tour ist ein Verweis auf Knowles Ehe mit Shawn „Jay-Z“ Carter.
Die zwei geplanten Deutschland-Konzerte in München und Berlin waren innerhalb von 20 Minuten ausverkauft, so dass sich Knowles entschied, ein Zusatzkonzert in Berlin zu geben.
Während der Konzerte wird Knowles von neun Tänzerinnen unterstützt. Wie auf ihrer I Am … Tour übernimmt den Part der Backgroundsängerinnen die Band The Mamas. Des Weiteren wird sie von den beiden Street-Dancern Les Twins in einigen Tanzeinlagen unterstützt. Zwischen den Songs erscheinen auf einer großen LED-Wand verschiedene Videoausschnitte von Knowles. Neben der Hauptbühne wird eine zweite Bühne, die sogenannte B-Stage, benutzt. Diese befindet sich im hinteren Drittel der Stehplätze. Knowles schwebt während der Show per Seil über die Zuschauer auf diese Bühne und singt dort ihre Lieder Irreplaceable, Love on Top und Survivor.
Die meisten der eingesetzten Kleider und Kostüme während der Tour stammen von dem italienischen Modehaus Emilio Pucci.
Aus gesundheitlichen Gründen musste das erste von zwei Konzerten in Antwerpen am 14. Mai 2013 abgesagt werden. Dieses wurde am 31. Mai 2013 nachgeholt.
Am 24. Juni 2013 wurden neue Tourdaten auf Knowles Website veröffentlicht. Darin enthalten war ein zweiter Tourabschnitt in den USA, auf Grund der überwältigenden Nachfrage bei ihrem ersten Tourabschnitt, und ein zweiter Tourabschnitt in Südamerika mit mehreren Auftritten in Stadien Brasiliens. Am 7. Juli wurden 13 neue Konzerttermine in Australien und Neuseeland bekannt gegeben. Das Konzert in Auckland ist Knowles erstes Konzert als Solokünstlerin in Neuseeland.

## Tourdaten
| Datum                | Stadt               | Land               | Veranstaltungsort                                 | Vorprogramm    | Besucher                       | Einnahmen    |
| Europa               | Europa              | Europa             | Europa                                            | Europa         | Europa                         | Europa       |
| -------------------- | ------------------- | ------------------ | ------------------------------------------------- | -------------- | ------------------------------ | ------------ |
| 15. April 2013       | Belgrad             | Serbien            | Kombank-Arena                                     | —              | 16.719 / 16.719                | $834.621     |
| 17. April 2013       | Zagreb              | Kroatien           | Arena Zagreb                                      | Franka Batelić | 16.920 / 16.920                | $932.089     |
| 19. April 2013       | Bratislava          | Slowakei           | Zimný štadión Ondreja Nepelu                      | —              | 8.770 / 8.770                  | $1.163.637   |
| 21. April 2013       | Amsterdam           | Niederlande        | Ziggo Dome                                        | Eva Simons     | 30.897 / 31.600                | $2.559.806   |
| 22. April 2013       | Amsterdam           | Niederlande        | Ziggo Dome                                        | Eva Simons     | 30.897 / 31.600                | $2.559.806   |
| 24. April 2013       | Paris               | Frankreich         | Palais Omnisports de Paris-Bercy                  | Luke James     | 30.764 / 30.866                | $2.338.754   |
| 25. April 2013       | Paris               | Frankreich         | Palais Omnisports de Paris-Bercy                  | Luke James     | 30.764 / 30.866                | $2.338.754   |
| 26. April 2013       | Birmingham          | England            | LG Arena                                          | Luke James     | 29.046 / 29.450                | $2.952.937   |
| 27. April 2013       | Birmingham          | England            | LG Arena                                          | Luke James     | 29.046 / 29.450                | $2.952.937   |
| 29. April 2013       | London              | England            | The O2 Arena                                      | Luke James     | 97.082 / 98.212                | $9.733.780   |
| 30. April 2013       | London              | England            | The O2 Arena                                      | Luke James     | 97.082 / 98.212                | $9.733.780   |
| 1. Mai 2013          | London              | England            | The O2 Arena                                      | Luke James     | 97.082 / 98.212                | $9.733.780   |
| 3. Mai 2013          | London              | England            | The O2 Arena                                      | Luke James     | 97.082 / 98.212                | $9.733.780   |
| 4. Mai 2013          | London              | England            | The O2 Arena                                      | Luke James     | 97.082 / 98.212                | $9.733.780   |
| 5. Mai 2013          | London              | England            | The O2 Arena                                      | Luke James     | 97.082 / 98.212                | $9.733.780   |
| 7. Mai 2013          | Manchester          | England            | Manchester Arena                                  | Luke James     | 44.739 / 45.064                | $4.650.150   |
| 8. Mai 2013          | Manchester          | England            | Manchester Arena                                  | Luke James     | 44.739 / 45.064                | $4.650.150   |
| 9. Mai 2013          | Manchester          | England            | Manchester Arena                                  | Luke James     | 44.739 / 45.064                | $4.650.150   |
| 11. Mai 2013         | Dublin              | Irland             | The O2                                            | Luke James     | 25.536 / 25.536                | $2.752.927   |
| 12. Mai 2013         | Dublin              | Irland             | The O2                                            | Luke James     | 25.536 / 25.536                | $2.752.927   |
| 15. Mai 2013         | Antwerpen           | Belgien            | Sportpaleis                                       | Luke James     | 34.785 / 34.793                | $2.927.440   |
| 17. Mai 2013         | Zürich              | Schweiz            | Hallenstadion                                     | Luke James     | 13.000 / 13.000                | $1.154.980   |
| 18. Mai 2013         | Mailand             | Italien            | Mediolanum Forum                                  | Luke James     | 9.964 / 9.964                  | $882.241     |
| 20. Mai 2013         | Montpellier         | Frankreich         | Park&Suites Arena                                 | Luke James     | 11.993 / 11.993                | $1.212.031   |
| 22. Mai 2013         | München             | Deutschland        | Olympiahalle München                              | Luke James     | 11.857 / 11.857                | $981.667     |
| 23. Mai 2013         | Berlin              | Deutschland        | O2 World Berlin                                   | Luke James     | 27.632 / 27.632                | $2.015.780   |
| 24. Mai 2013         | Berlin              | Deutschland        | O2 World Berlin                                   | Luke James     | 27.632 / 27.632                | $2.015.780   |
| 25. Mai 2013 A       | Warschau            | Polen              | Stadion Narodowy                                  | Luke James     | 49.034 / 49.034                | $3.651.304   |
| 27. Mai 2013         | Kopenhagen          | Dänemark           | Forum Kopenhagen                                  | Luke James     | 9.890 / 9.890                  | $1.052.082   |
| 28. Mai 2013         | Oslo                | Norwegen           | Telenor Arena                                     | LidoLido       | 21.989 / 21.989                | $2.204.442   |
| 29. Mai 2013         | Stockholm           | Schweden           | Ericsson Globe                                    | Luke James     | 13.934 / 13.934                | $1.318.690   |
| 31. Mai 2013         | Antwerpen           | Belgien            | Sportpaleis                                       | Luke James     | —                              | —            |
| 1. Juni 2013 B       | London              | England            | Twickenham Stadium                                | —              | 45.060 / 45.060                | $5.132.599   |
| Nordamerika          |                     |                    |                                                   |                |                                |              |
| 28. Juni 2013 C      | Los Angeles         | Vereinigte Staaten | Staples Center                                    | Melanie Fiona  | 14.045 / 14.045                | $1.573.932   |
| 29. Juni 2013        | Las Vegas           | Vereinigte Staaten | MGM Grand Garden Arena                            | Luke James     | 12.913 / 12.913                | $1.856.203   |
| 1. Juli 2013         | Los Angeles         | Vereinigte Staaten | Staples Center                                    | Luke James     | 13.715 / 13.715                | $1.798.782   |
| 2. Juli 2013         | San José            | Vereinigte Staaten | HP Pavilion                                       | Luke James     | 12.304 / 12.304                | $1.414.075   |
| 5. Juli 2013         | Oklahoma City       | Vereinigte Staaten | Chesapeake Energy Arena                           | Luke James     | 11.746 / 11.746                | $1.277.715   |
| 6. Juli 2013         | Dallas              | Vereinigte Staaten | American Airlines Center                          | Luke James     | 13.758 / 13.758                | $1.427.075   |
| 7. Juli 2013 D       | New Orleans         | Vereinigte Staaten | Mercedes-Benz Superdome                           | —              | 38.441 / 38.441                | $5.766.150   |
| 9. Juli 2013         | Sunrise             | Vereinigte Staaten | BB&T Center                                       | Luke James     | 12.269 / 12.269                | $1.328.330   |
| 10. Juli 2013        | Miami               | Vereinigte Staaten | American Airlines Arena                           | Luke James     | 13.323 / 13.323                | $1.444.290   |
| 12. Juli 2013        | Duluth              | Vereinigte Staaten | Arena at Gwinnett Center                          | Luke James     | 10.662 / 10.662                | $1.089.710   |
| 13. Juli 2013        | Nashville           | Vereinigte Staaten | Bridgestone Arena                                 | Luke James     | 14.233 / 14.233                | $1.399.640   |
| 15. Juli 2013        | Houston             | Vereinigte Staaten | Toyota Center                                     | Luke James     | 11.935 / 11.935                | $1.320.925   |
| 17. Juli 2013        | Chicago             | Vereinigte Staaten | United Center                                     | Luke James     | 14.154 / 14.154                | $1.688.865   |
| 18. Juli 2013        | Saint Paul          | Vereinigte Staaten | Xcel Energy Center                                | Luke James     | 14.187 / 14.187                | $1.349.130   |
| 20. Juli 2013        | Auburn Hills        | Vereinigte Staaten | Palace of Auburn Hills                            | Luke James     | 13.901 / 13.901                | $1.414.609   |
| 21. Juli 2013        | Toronto             | Kanada             | Air Canada Centre                                 | Luke James     | 14.610 / 14.610                | $1.690.500   |
| 22. Juli 2013        | Montreal            | Kanada             | Centre Bell                                       | Luke James     | 14.609 / 14.609                | $1.570.565   |
| 23. Juli 2013        | Boston              | Vereinigte Staaten | TD Garden                                         | Luke James     | 12.911 / 12.911                | $1.574.130   |
| 25. Juli 2013        | Philadelphia        | Vereinigte Staaten | Wells Fargo Center                                | Luke James     | 14.671 / 14.671                | $1.491.320   |
| 26. Juli 2013        | Atlantic City       | Vereinigte Staaten | Boardwalk Hall                                    | Luke James     | 12.788 / 12.788                | $1.646.832   |
| 27. Juli 2013        | Charlotte           | Vereinigte Staaten | Time Warner Cable Arena                           | Luke James     | 14.355 / 14.355                | $1.393.108   |
| 29. Juli 2013        | Washington, D.C.    | Vereinigte Staaten | Verizon Center                                    | Luke James     | 27.133 / 27.133                | $3.110.937   |
| 30. Juli 2013        | Washington, D.C.    | Vereinigte Staaten | Verizon Center                                    | Luke James     | 27.133 / 27.133                | $3.110.937   |
| 31. Juli 2013        | East Rutherford     | Vereinigte Staaten | Izod Center                                       | Luke James     | 14.264 / 14.264                | $1.598.000   |
| 2. August 2013       | Uncasville          | Vereinigte Staaten | Mohegan Sun Arena                                 | Luke James     | 7.473 / 7.473                  | $702.825     |
| 3. August 2013       | Brooklyn            | Vereinigte Staaten | Barclays Center                                   | Luke James     | 41.907 / 41.907                | $5.357.970   |
| 4. August 2013       | Brooklyn            | Vereinigte Staaten | Barclays Center                                   | Luke James     | 41.907 / 41.907                | $5.357.970   |
| 5. August 2013       | Brooklyn            | Vereinigte Staaten | Barclays Center                                   | Luke James     | 41.907 / 41.907                | $5.357.970   |
| Europa               |                     |                    |                                                   |                |                                |              |
| 17. August 2013 E    | Chelmsford          | England            | Hylands Park                                      | —              | —                              | —            |
| 18. August 2013 E    | Weston-under-Lizard | England            | Weston Park                                       | —              | —                              | —            |
| Nordamerika          |                     |                    |                                                   |                |                                |              |
| 31. August 2013 F    | Philadelphia        | Vereinigte Staaten | Benjamin Franklin Parkway                         | —              | —                              | —            |
| Südamerika           |                     |                    |                                                   |                |                                |              |
| 8. September 2013    | Fortaleza           | Brasilien          | Estádio Plácido Aderaldo Castelo                  | —              | 27.847 / 40.000                | $2.563.750   |
| 11. September 2013   | Belo Horizonte      | Brasilien          | Estádio Governador Magalhães Pinto                | —              | 22.023 / 40.000                | $1.986.730   |
| 13. September 2013 G | Rio de Janeiro      | Brasilien          | Parque dos Atletas                                | —              | —                              | —            |
| 15. September 2013   | São Paulo           | Brasilien          | Estádio do Morumbi                                | —              | 37.346 / 50.000                | $3.415.660   |
| 17. September 2013   | Brasília            | Brasilien          | Estádio Nacional de Brasília Mané Garrincha       | —              | 36.284 / 40.000                | $2.444.810   |
| 20. September 2013   | Caracas             | Venezuela          | Estadio de Fútbol de la Universidad Simón Bolívar | DJ Kika        | 9.406 / 12.000                 | $4.737.070   |
| 22. September 2013   | Medellín            | Kolumbien          | Estadio Atanasio Girardot                         | —              | 4.300 / 4.300                  | $822.500     |
| Nordamerika          |                     |                    |                                                   |                |                                |              |
| 24. September 2013   | Monterrey           | Mexiko             | Monterrey Arena                                   | —              | 11.810 / 11.810                | $986.466     |
| 26. September 2013   | Mexiko-Stadt        | Mexiko             | Palacio de los Deportes                           | —              | 19.027 / 19.107                | $1.858.905   |
| 28. September 2013   | San Juan            | Puerto Rico        | José Miguel Agrelot Coliseum                      | Calma Carmona  | 14.358 / 14.358                | $1.801.378   |
| Ozeanien             |                     |                    |                                                   |                |                                |              |
| 16. Oktober 2013     | Auckland            | Neuseeland         | Vector Arena                                      | Stan Walker    | 44.760 / 47.200                | $6.748.371   |
| 17. Oktober 2013     | Auckland            | Neuseeland         | Vector Arena                                      | Stan Walker    | 44.760 / 47.200                | $6.748.371   |
| 18. Oktober 2013     | Auckland            | Neuseeland         | Vector Arena                                      | Stan Walker    | 44.760 / 47.200                | $6.748.371   |
| 19. Oktober 2013     | Auckland            | Neuseeland         | Vector Arena                                      | Stan Walker    | 44.760 / 47.200                | $6.748.371   |
| 22. Oktober 2013     | Melbourne           | Australien         | Rod Laver Arena                                   | Iggy Azalea    | 47.320 / 47.320                | $7.890.660   |
| 23. Oktober 2013     | Melbourne           | Australien         | Rod Laver Arena                                   | Iggy Azalea    | 47.320 / 47.320                | $7.890.660   |
| 25. Oktober 2013     | Melbourne           | Australien         | Rod Laver Arena                                   | Iggy Azalea    | 47.320 / 47.320                | $7.890.660   |
| 26. Oktober 2013     | Melbourne           | Australien         | Rod Laver Arena                                   | Iggy Azalea    | 47.320 / 47.320                | $7.890.660   |
| 28. Oktober 2013     | Brisbane            | Australien         | Brisbane Entertainment Centre                     | Iggy Azalea    | 22.214 / 22.536                | $3.815.980   |
| 29. Oktober 2013     | Brisbane            | Australien         | Brisbane Entertainment Centre                     | Iggy Azalea    | 22.214 / 22.536                | $3.815.980   |
| 31. Oktober 2013     | Sydney              | Australien         | Acer Arena                                        | Stan Walker    | 56.822 / 56.822                | $9.422.280   |
| 1. November 2013     | Sydney              | Australien         | Acer Arena                                        | Stan Walker    | 56.822 / 56.822                | $9.422.280   |
| 2. November 2013     | Sydney              | Australien         | Acer Arena                                        | Stan Walker    | 56.822 / 56.822                | $9.422.280   |
| 3. November 2013     | Sydney              | Australien         | Acer Arena                                        | Iggy Azalea    | 56.822 / 56.822                | $9.422.280   |
| 5. November 2013     | Adelaide            | Australien         | Adelaide Entertainment Centre                     | Iggy Azalea    | 15.330 / 15.330                | $2.697.390   |
| 6. November 2013     | Adelaide            | Australien         | Adelaide Entertainment Centre                     | Iggy Azalea    | 15.330 / 15.330                | $2.697.390   |
| 8. November 2013     | Perth               | Australien         | Burswood Dome                                     | Stan Walker    | 29.356 / 29.356                | $4.994.010   |
| 9. November 2013     | Perth               | Australien         | Burswood Dome                                     | Stan Walker    | 29.356 / 29.356                | $4.994.010   |
| Nordamerika          |                     |                    |                                                   |                |                                |              |
| 30. November 2013    | Vancouver           | Kanada             | Rogers Arena                                      | Luke James     | 13.590 / 13.590                | $1.721.804   |
| 2. Dezember 2013     | San Jose            | Vereinigte Staaten | HP Pavillion at San Jose                          | Luke James     | 11.972 / 12.618                | $1.490.045   |
| 3. Dezember 2013     | Los Angeles         | Vereinigte Staaten | Staples Center                                    | Luke James     | 13.982 / 13.982                | $1.954.343   |
| 6. Dezember 2013     | Las Vegas           | Vereinigte Staaten | MGM Grand Arena                                   | Luke James     | 12.811 / 12.811                | $1.872.823   |
| 7. Dezember 2013     | Phoenix             | Vereinigte Staaten | US Airways Center                                 | Luke James     | 10.752 / 10.752                | $1.299.545   |
| 9. Dezember 2013     | Dallas              | Vereinigte Staaten | American Airlines Center                          | Luke James     | 12.011 / 12.011                | $1.336.055   |
| 10. Dezember 2013    | Houston             | Vereinigte Staaten | Toyota Center                                     | Luke James     | 11.936 / 11.936                | $1.414.525   |
| 12. Dezember 2013    | Louisville          | Vereinigte Staaten | KFC Yum! Center                                   | Luke James     | 14.979 / 14.979                | $1.746.575   |
| 13. Dezember 2013    | Chicago             | Vereinigte Staaten | United Center                                     | Luke James     | 14.005 / 14.005                | $1.859.745   |
| 14. Dezember 2013    | St. Louis           | Vereinigte Staaten | Scottrade Center                                  | Luke James     | 14.079 / 14.079                | $1.588.140   |
| 16. Dezember 2013    | Toronto             | Kanada             | Air Canada Center                                 | Luke James     | 14.785 / 14.785                | $1.906.954   |
| 18. Dezember 2013    | Washington, D.C     | Vereinigte Staaten | Verizon Center                                    | Luke James     | 14.074 / 14.074                | $1.605.612   |
| 19. Dezember 2013    | New York City       | Vereinigte Staaten | Barclays Center                                   | Luke James     | 27.760 / 27.760                | $3.695.080   |
| 20. Dezember 2013    | Boston              | Vereinigte Staaten | TD Garden                                         | Luke James     | 13.003 / 13.003                | $1.686.370   |
| 22. Dezember 2013    | New York City       | Vereinigte Staaten | Barclays Center                                   | Luke James     | H                              | H            |
| Europa               |                     |                    |                                                   |                |                                |              |
| 20. Februar 2014     | Glasgow             | Schottland         | SSE Hydro                                         | Monsieur Adi   | 23.850 / 23.850                | $2.898.560   |
| 21. Februar 2014     | Glasgow             | Schottland         | SSE Hydro                                         | Monsieur Adi   | 23.850 / 23.850                | $2.898.560   |
| 23. Februar 2014     | Birmingham          | England            | LG Arena                                          | Monsieur Adi   | 29.006 / 29.006                | $3.400.510   |
| 24. Februar 2014     | Birmingham          | England            | LG Arena                                          | Sam Bailey     | 29.006 / 29.006                | $3.400.510   |
| 25. Februar 2014     | Manchester          | England            | Manchester Arena                                  | Monsieur Adi   | 30.119 / 30.119                | $3.553.940   |
| 26. Februar 2014     | Manchester          | England            | Manchester Arena                                  | Monsieur Adi   | 30.119 / 30.119                | $3.553.940   |
| 28. Februar 2014     | London              | England            | The O2 Arena                                      | Monsieur Adi   | 99.183 / 99.183                | $11.385.400  |
| 1. März 2014         | London              | England            | The O2 Arena                                      | Monsieur Adi   | 99.183 / 99.183                | $11.385.400  |
| 2. März 2014         | London              | England            | The O2 Arena                                      | Monsieur Adi   | 99.183 / 99.183                | $11.385.400  |
| 3. März 2014         | London              | England            | The O2 Arena                                      | Monsieur Adi   | 99.183 / 99.183                | $11.385.400  |
| 5. März 2014         | London              | England            | The O2 Arena                                      | Monsieur Adi   | 99.183 / 99.183                | $11.385.400  |
| 6. März 2014         | London              | England            | The O2 Arena                                      | Monsieur Adi   | 99.183 / 99.183                | $11.385.400  |
| 8. März 2014         | Dublin              | Irland             | The O2                                            | Monsieur Adi   | 51.100 / 51.100                | $5.554.170   |
| 9. März 2014         | Dublin              | Irland             | The O2                                            | Monsieur Adi   | 51.100 / 51.100                | $5.554.170   |
| 11. März 2014        | Dublin              | Irland             | The O2                                            | Monsieur Adi   | 51.100 / 51.100                | $5.554.170   |
| 12. März 2014        | Dublin              | Irland             | The O2                                            | Monsieur Adi   | 51.100 / 51.100                | $5.554.170   |
| 15. März 2014        | Köln                | Deutschland        | Lanxess Arena                                     | Monsieur Adi   | 29.781 / 29.781                | $2.875.770   |
| 16. März 2014        | Köln                | Deutschland        | Lanxess Arena                                     | Monsieur Adi   | 29.781 / 29.781                | $2.875.770   |
| 18. März 2014        | Amsterdam           | Niederlande        | Ziggo Dome                                        | Monsieur Adi   | 31.353 / 31.353                | $2.912.550   |
| 19. März 2014        | Amsterdam           | Niederlande        | Ziggo Dome                                        | Monsieur Adi   | 31.353 / 31.353                | $2.912.550   |
| 20. März 2014        | Antwerpen           | Belgien            | Sportpaleis                                       | Monsieur Adi   | 36.972 / 36.972                | $3.489.100   |
| 21. März 2014        | Antwerpen           | Belgien            | Sportpaleis                                       | Monsieur Adi   | 36.972 / 36.972                | $3.489.100   |
| 24. März 2014        | Barcelona           | Spanien            | Palau Sant Jordi                                  | Monsieur Adi   | 17.315 / 17.315                | $1.993.000   |
| 26. März 2014        | Lissabon            | Portugal           | MEO Arena                                         | Monsieur Adi   | 36.051 / 36.051                | $3.064.960   |
| 27. März 2014        | Lissabon            | Portugal           | MEO Arena                                         | Monsieur Adi   | 36.051 / 36.051                | $3.064.960   |
| Total                | Total               | Total              | Total                                             | Total          | 1.928.590 / 1.981.170 (98,1 %) | $219.229.111 |

## Setlist
Diese Setlist repräsentiert die erste Aufführung der Mrs. Carter World Show Tour 2013 in San Jose und repräsentiert nicht alle Konzerte der 2013er Tour:
1. „Run the World (Girls)“
2. „End of Time“
3. „Flaws and All“
4. „If I Were a Boy“ / „Bitter Sweet Symphony“
5. „Get Me Bodied“
6. „Baby Boy“
7. „Diva“
8. „Naughty Girl“
9. „Party“
10. „Freakum Dress“
11. „I Care“
12. „I Miss You“
13. „Schoolin' Life“
14. „Why Don’t You Love Me“
15. „1+1“
16. „Irreplaceable“
17. „Love on Top“
18. „Survivor“
19. „Check on It / Say My Name“
20. „Crazy in Love“
21. „Single Ladies (Put a Ring on It)“ / „Movin' on Up“
22. „Grown Woman“ 2
23. „I Will Always Love You“
24. „Halo“
25. „Green Light“ / „Suga Mama“ (Outro)

Diese Setlist repräsentiert die erste Aufführung der Mrs. Carter World Show Tour 2014 in Manchester und repräsentiert nicht alle Konzerte der 2014er Tour:
1. „Run the World (Girls)“
2. „Flawless“
3. „Yoncé“
4. „Get Me Bodied“
5. „Baby Boy“
6. „Diva“
7. „Naughty Girl“
8. „Blow“
9. „Partition“
10. „Haunted“
11. „Drunk in Love“
12. „1+1“
13. „Why Don’t You Love Me“
14. „Irreplaceable“
15. „Love on Top“
16. „Crazy in Love“
17. „Single Ladies (Put a Ring on It)“ /
18. „I Will Always Love You“
19. „Heaven“
20. „XO“
21. „Halo“

- „Grown Woman“ wurde das erste Mal in Paris am 24. April 2014 aufgeführt und später dauerhaft in die Setlist für alle zukünftigen Konzerte aufgenommen. Der Song blieb in der Setlist bis zum zweiten Nordamerika-Tourabschnitt.[26]
- „Dance for You“ (nach „Party“ aufgeführt) und „Resentment“ (nach „Irreplaceable“ aufgeführt) wurden nach den ersten Konzerten in Europa aus der Setlist entfernt.
- „Standing on the Sun“ wurde als erstes und einziges Mal in Antwerpen am 31. Mai 2013 aufgeführt.[27]
- „Bow Down“ wurde das erste Mal während des Konzerts in Knowles Heimatstadt Houston am 15. Juli 2013 aufgeführt.[28]
- Am 20. Juli 2013 sang Knowles in Detroit den Song „A Change Is Gonna Come“ von Sam Cooke.[29]
- Während des Konzertes in New York am 5. August 2013 erschien Jay-Z unangekündigt auf der Bühne, nachdem Knowles ihren Song „Bow Down“ beendet hatte. Er sang daraufhin seinen Song „Tom Ford“ und Knowles begleitete ihn als Background-Sängerin.[30]
- Ab den ersten Konzerten in Australien wurden „Flaws and All“, „I Care“, „I Miss You“ und „Schoolin' Life“ aus der Setlist gestrichen.[31]
- Knowles sang „XO“ das erste Mal während ihres Konzertes in Chicago am 13. Dezember 2013, dem Tag an dem sie unerwartet ihr fünftes Studioalbum „Beyoncé“ veröffentlicht hatte.[32]
- Am Eröffnungskonzert der 2014er Tour in Glasgow sang Knowles „Haunted“ als Eröffnungslied und „Drunk in Love“ als zweites.[33]
- Während allen sechs Konzerte in London 2014 sowie während des letzten Konzertes der Mrs. Carter World Show Tour in Lissabon erschien Jay-Z auf der Bühne, um mit Knowles den Song „Drunk in Love“ aufzuführen.[34][35]